# Helena Toftling
Helena Toftling, född Helena Birgitta Toftling 16 augusti 1976 i Örebro, är en svensk fotomodell.

## Filmografi (urval)
- 1994 – Yrrol